# Kawasaki YPX
Kawasaki YPX je predlagano potniško letalo japonskega proizvajalca Kawasaki Heavy Industries. Baziran je na Kawasaki P-1.
YPX bo imel 100-150 sedežev in bo konkurial letalom kot so Boeing 737 in Airbus A320.  Proizvajalec motorjev še ni znan. V uporabo naj bi vstopil okrog leta 2015 in naj bi imel okrog 15% nižje obratovalne stroške kot trenutna letala.

## Preliminarne specifikacije
Splošne karakteristike
- Posadka: T2
- Število sedežev: 100-150 potnikov
- Dolžina:  ()
- Razpon kril:  ()
- Višina:  ()
- Naložena teža: kg (lb)

 Zmogljivost 
- Maks. hitrost: 550 mph (885 km/h)
- Doseg: 4260 km (2300 nm)
- Višina leta: 11900 m (39000 ft)
- Hitrost vzpenjanja: m/s (ft/min)
- Obremenitev kril: kg/m² (lb/ft²)